# Contea di Nelson (Virginia)
La contea di Nelson (in inglese Nelson County) è una contea dello Stato della Virginia, negli Stati Uniti. La popolazione al censimento del 2000 era di 14 445 abitanti. Il capoluogo di contea è Lovingston.